# ギャレット・ジョーンズ
ギャレット・トーマス・ジョーンズ（Garrett Thomas Jones、1981年6月21日 - ）は、アメリカ合衆国・イリノイ州クック郡ハーベイ出身の元プロ野球選手（一塁手、外野手）。左投左打。
読売ジャイアンツでの登録名はファーストネームの「ギャレット」。

## 経歴

### プロ入りとブレーブス傘下時代
1999年のMLBドラフト14巡目（全体444位）でアトランタ・ブレーブスから指名され、プロ入り。
2002年5月21日にFAとなった。

### ツインズ時代
2002年5月24日にミネソタ・ツインズと契約。
2007年5月15日のクリーブランド・インディアンス戦でメジャーデビューを果たし、同年メジャーで31試合に出場。
2008年はメジャーでプレーすることなくシーズンを終えた。

### パイレーツ時代

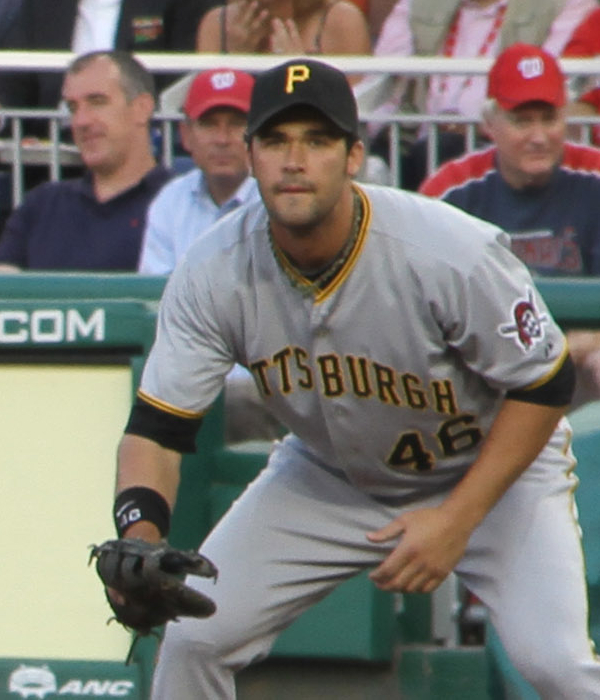
ピッツバーグ・パイレーツ時代
(2010年6月8日)

2008年オフにピッツバーグ・パイレーツへ移籍した。
2009年はAAA級インディアナポリス・インディアンスで開幕を迎えたが、6月30日にエリック・ヒンスキーがニューヨーク・ヤンキースへトレード移籍に伴い、メジャー昇格を果たした。7月には新人選手としてリーグ最多の10本塁打・27打点を記録し、月間最優秀新人選手に選出された。また、7月に10本塁打はラルフ・カイナー（1950年）とドン・クレンデノン（1966年）に次いで球団史上3人目の快挙となった。82試合の出場で打率.293・21本塁打・44打点の成績でシーズンを終え、本塁打は新人選手として両リーグ最多。新人王の投票では7位に入った。
2010年は初めてレギュラーとして1シーズンをプレーした。打点こそほぼ倍増させたが、本塁打数は横ばいで、打率は大きく低下した。
2011年も前年と似たような成績に終わった。オフにはヤンキースからA.J.バーネットの交換要員に含めることを要求されたが、パイレーツは放出を拒否した。
2012年は自己最多の27本塁打を放ち、4番打者として活躍した。
2013年、144試合に出場（4年連続での144試合以上に出場）。規定打席には届かず、安打も4年ぶりに100本を下回ったが（94安打）、打率.233・15本塁打・51打点という成績を記録し、長打力は健在だった。しかし、打率が低かったため出塁率が.300を下回った。オフの12月2日にFAとなった。

### マーリンズ時代

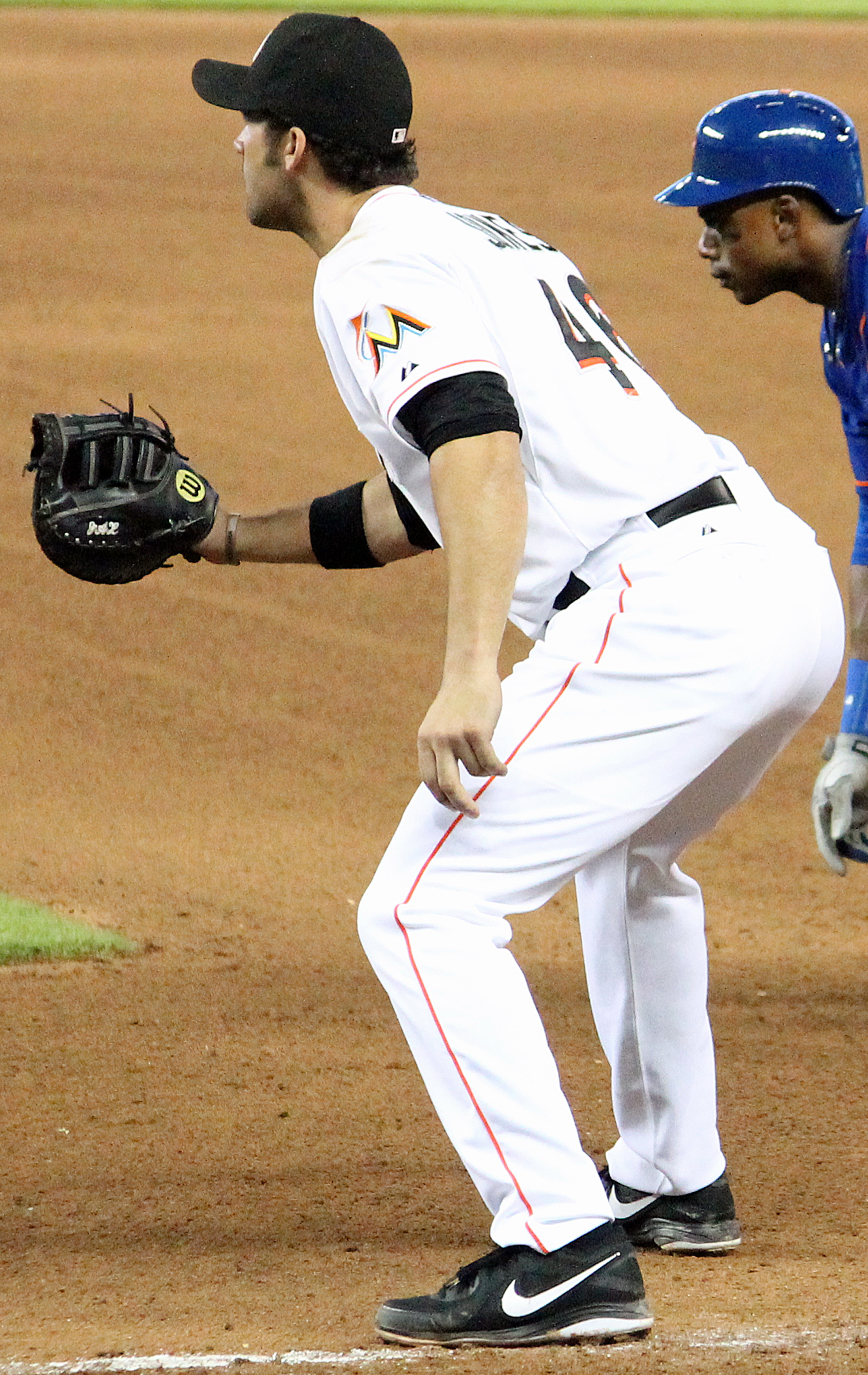
マイアミ・マーリンズ時代
(2014年5月7日)

2013年12月10日にマイアミ・マーリンズと2年総額775万ドルの契約を結んだ。

### ヤンキース時代

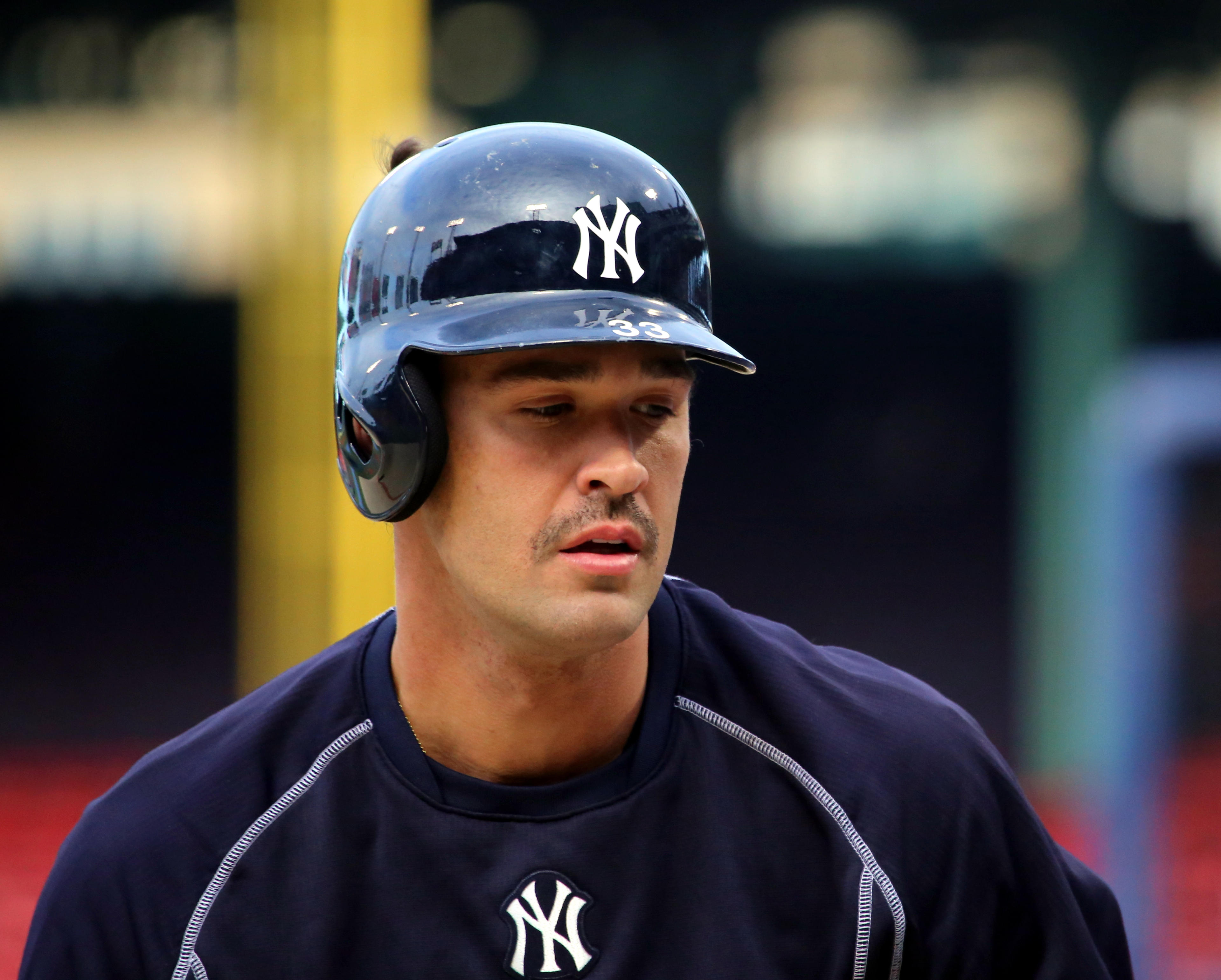
ニューヨーク・ヤンキース時代
(2015年5月1日)

2014年12月19日にデビッド・フェルプス、マーティン・プラドとのトレードで、ネイサン・イオバルディ、ドミンゴ・ヘルマンと共にヤンキースへ移籍した。
2015年5月23日のテキサス・レンジャーズ戦では、投手として登板している。7月31日にダスティン・アクリーの加入に伴ってDFAとなった。8月5日にアクリーの故障者リスト入りで25人枠に復帰。しかし、12日に再びDFAとなり、20日に自由契約となる。

### 巨人時代
2015年12月16日、読売ジャイアンツとの契約合意が発表された。巨人では通常外国人の登録名はファミリーネームとしているが、「ジョーンズ」を登録名とする選手はこれまでNPBに比較的多かったため、よりインパクトを与えるためにファーストネームの「ギャレット」を登録名とする方針となり、2016年1月20日に正式に球団から発表された。
2016年はオープン戦では全試合で4番に座り、打率.283、2本塁打、7打点の成績を残した。3月25日、開幕戦の東京ヤクルトスワローズ戦に「4番・一塁手」で先発出場し、巨人軍第85代4番打者となった。また、NPB1年目の外国人選手が開幕戦で4番に座るのは巨人の球団史上初めてのことであった。開幕カード第3戦の3月27日には、8回裏にNPB初本塁打となる逆転2ランを放つ。その後は変化球に苦しみ5月23日に二軍落ちしたが、6月10日に一軍に復帰。復帰後は主に「6番（または7番）・左翼手」としての出場が基本となり、6月26日の横浜DeNAベイスターズ戦では3打席連続本塁打を放ち、8月20日に20本塁打を記録した。巨人の外国人選手がNPB1年目で20本塁打を記録したのは、1995年のシェーン・マック以来。9月22日には巨人の外国人選手では李承燁以来10年ぶりとなるサヨナラホームランを記録した。試合の終盤（または後半）に守備固めを送られることが少なくなく、規定打席到達は9月になってからだったが、最終的に123試合出場（465打席）、「打率.258、24本塁打、68打点」の成績を残した。巨人の自前の左打ちの外国人野手の規定打席到達は1990年のウォーレン・クロマティ以来26年ぶりである。チーム内で屈指の長打力や、野球に対する真摯な姿勢が評価されたこともあり、11月29日、2017年シーズンの残留が決定した。
2017年は1軍の外国人がスコット・マシソン、マイルズ・マイコラスと新加入のアルキメデス・カミネロ、ケーシー・マギーでほぼ固定され、シーズンを全て2軍で過ごした。12月2日、自由契約公示された。

### 引退後
2021年6月1日に巨人米国OBスカウト東地区担当に就任した。

## 選手としての特徴

### 打撃
2013年にパイレーツの選手としては初となるPNCパーク場外のアレゲニー川に飛び込む本塁打を放った長打力が持ち味。内角に来た球を狙い打ちすることが多いが、長いリーチを生かして外角の球も長打にするプルヒッター。
2015年までのMLB通算の対右打率.265、OPS.803に対し、対左打率.194、OPS.571と左投手に極端に弱く、MLB時代は対右投手の場合にスタメンで起用された。また、好不調の波が激しい。
NPB移籍後は、特に横浜スタジアムとの相性がよく、2016年シーズンは、「打率.467（45打数21安打）、10本塁打（13試合）、18打点」で、特に本塁打はシーズンの4割強を横浜スタジアムで量産している。長打力に優れる（IsoPは0.227でリーグ6位）一方で、三振が多く四死球が少ない典型的なフリースインガーであり、2016年の「PA/K」（1三振までに掛かる打席数）は「4.39」でリーグワースト3位、「BB/K」（四球と三振の割合から打者の選球眼を見る指標の一つ）は「0.37」でリーグワースト4位だった。また、打球方向の半分近くが右方向であるプルヒッターでもあり（2016年シーズンは打球方向の48.3％が右方向であり、本塁打に至っては24本中16本が右方向）、専用のシフトを敷かれることが散見される。そのため、2016年シーズンの後半戦は、6番（または7番）として起用されることが多かった（4番41試合、6番50試合、7番27試合）。尤も、懸念されていた対左投手への弱さは、「打率.237（135打数32安打）、4本塁打」とやや改善された（対右投手は、「打率.265［287打数77安打］、20本塁打」）。

### 走塁・守備
MLB時代は、守備では主に右翼手、左翼手、一塁手で起用され、右翼守備ではメジャー通算のDRSとUZR共に平均を下回り、守備範囲は平均的だがミスが多い。一塁守備では捕球に難があり、MLB通算のDRSとUZRで右翼守備以上に平均を大きく下回っている。他にもMLB通算25試合だけ左翼手に就いたこともあり、2015年5月23日のテキサス・レンジャーズ戦では投手として登板した。
NPB移籍後の2016年は、当初は一塁手として起用されたが、阿部慎之助の一軍復帰後は左翼手として起用された（一塁手43試合、左翼手78試合）。いずれの守備位置でも捕球処理難や送球ミスなどの守備面の拙さが散見されたため、試合の後半（または終盤）に守備固め（主に松本哲也、橋本到など）を送られることが少なくなく（出場試合数123試合のうち、フル出場は45試合）、規定打席を22打席上回るにとどまった。

## 人物
ピッツバーグ・パイレーツでの愛称は「G.I.ジョーンズ(G.I.Jones)」。人気玩具であるG.I.ジョー(G.I.Joe)をもじってつけられた。
常に全力プレーが信条とのことで、巨人の関係者の間では、「周囲の声をよく聞いて弱点を克服しようとする。日本人のように真面目で勤勉で研究熱心」と、野球に対する真摯な姿勢を高く評価されている。また本人曰く、日本の野球に加えて文化をも含めて吸収できることをプラスにとらえているとのこと。

## 詳細情報

### 年度別打撃成績
| 年 度    | 球 団    | 試 合 | 打 席 | 打 数 | 得 点 | 安 打 | 二 塁 打 | 三 塁 打 | 本 塁 打 | 塁 打 | 打 点 | 盗 塁 | 盗 塁 死 | 犠 打 | 犠 飛 | 四 球 | 敬 遠 | 死 球 | 三 振 | 併 殺 打 | 打 率 | 出 塁 率 | 長 打 率 | O P S |
| -------- | -------- | ----- | ----- | ----- | ----- | ----- | -------- | -------- | -------- | ----- | ----- | ----- | -------- | ----- | ----- | ----- | ----- | ----- | ----- | -------- | ----- | -------- | -------- | ----- |
| 2007     | MIN      | 31    | 84    | 77    | 7     | 16    | 2        | 1        | 2        | 26    | 5     | 1     | 1        | 0     | 1     | 6     | 0     | 0     | 20    | 2        | .208  | .262     | .338     | .600  |
| 2009     | PIT      | 82    | 358   | 314   | 45    | 92    | 21       | 1        | 21       | 178   | 44    | 10    | 2        | 0     | 3     | 40    | 8     | 1     | 76    | 6        | .293  | .372     | .567     | .938  |
| 2010     | PIT      | 158   | 654   | 592   | 64    | 146   | 34       | 1        | 21       | 245   | 86    | 7     | 3        | 0     | 8     | 53    | 2     | 1     | 123   | 18       | .247  | .306     | .414     | .720  |
| 2011     | PIT      | 148   | 477   | 423   | 51    | 103   | 30       | 1        | 16       | 183   | 58    | 6     | 3        | 0     | 4     | 48    | 2     | 2     | 104   | 7        | .243  | .321     | .433     | .753  |
| 2012     | PIT      | 145   | 515   | 475   | 68    | 130   | 28       | 3        | 27       | 245   | 86    | 2     | 0        | 0     | 7     | 33    | 2     | 0     | 103   | 3        | .274  | .317     | .516     | .832  |
| 2013     | PIT      | 144   | 440   | 403   | 41    | 94    | 26       | 2        | 15       | 169   | 51    | 2     | 0        | 0     | 4     | 31    | 0     | 2     | 101   | 10       | .233  | .289     | .419     | .708  |
| 2014     | MIA      | 146   | 547   | 496   | 59    | 122   | 33       | 2        | 15       | 204   | 53    | 0     | 1        | 0     | 4     | 46    | 4     | 1     | 116   | 10       | .246  | .309     | .411     | .720  |
| 2015     | NYY      | 57    | 152   | 144   | 12    | 31    | 4        | 1        | 5        | 52    | 17    | 0     | 0        | 0     | 0     | 8     | 0     | 0     | 37    | 1        | .215  | .257     | .361     | .618  |
| 2016     | 巨人     | 123   | 465   | 422   | 48    | 109   | 22       | 1        | 24       | 205   | 68    | 0     | 1        | 0     | 0     | 39    | 0     | 4     | 106   | 10       | .258  | .327     | .486     | .813  |
| MLB：8年 | MLB：8年 | 911   | 3228  | 2924  | 347   | 734   | 178      | 12       | 122      | 1302  | 400   | 28    | 10       | 0     | 31    | 265   | 18    | 7     | 680   | 57       | .251  | .312     | .445     | .757  |
| NPB：1年 | NPB：1年 | 123   | 465   | 422   | 48    | 109   | 22       | 1        | 24       | 205   | 68    | 0     | 1        | 0     | 0     | 39    | 0     | 4     | 106   | 10       | .258  | .327     | .486     | .813  |

### 年度別投手成績
| 年 度    | 球 団    | 登 板 | 先 発 | 完 投 | 完 封 | 無 四 球 | 勝 利 | 敗 戦 | セ 丨 ブ | ホ 丨 ル ド | 勝 率 | 打 者 | 投 球 回 | 被 安 打 | 被 本 塁 打 | 与 四 球 | 敬 遠 | 与 死 球 | 奪 三 振 | 暴 投 | ボ 丨 ク | 失 点 | 自 責 点 | 防 御 率 | W H I P |
| -------- | -------- | ----- | ----- | ----- | ----- | -------- | ----- | ----- | -------- | ----------- | ----- | ----- | -------- | -------- | ----------- | -------- | ----- | -------- | -------- | ----- | -------- | ----- | -------- | -------- | ------- |
| 2015     | NYY      | 1     | 0     | 0     | 0     | 0        | 0     | 0     | 0        | 0           | ----  | 4     | 0.2      | 0        | 0           | 1        | 0     | 1        | 0        | 0     | 0        | 0     | 0        | 0.00     | 1.50    |
| MLB：1年 | MLB：1年 | 1     | 0     | 0     | 0     | 0        | 0     | 0     | 0        | 0           | ----  | 4     | 0.2      | 0        | 0           | 1        | 0     | 1        | 0        | 0     | 0        | 0     | 0        | 0.00     | 1.50    |

### 表彰
MLB
- ルーキー・オブ・ザ・マンス：1回 （2009年7月）

NPB
- 月間サヨナラ賞：1回 （2016年9月）

### 記録
NPB初記録
- 初出場・初先発出場：2016年3月25日、対東京ヤクルトスワローズ1回戦（東京ドーム）、4番・一塁手で先発出場
- 初打席：同上、2回裏に小川泰弘から右飛
- 初安打：2016年3月26日、対東京ヤクルトスワローズ2回戦（東京ドーム）、3回裏に石川雅規から中前安打
- 初本塁打・初打点：2016年3月27日、対東京ヤクルトスワローズ3回戦（東京ドーム）、8回裏に秋吉亮から右越2ラン

### 背番号
- 50 （2007年）
- 46 （2009年 - 2014年）
- 33 （2015年）
- 5 （2016年 - 2017年）

### 登場曲
- 「Jump On It」Sir Mix-A-Lot（2016年）
- 「Whiskey In The Jar」Metallica（2016年）
- 「Hicktown」Jason Aldean（2016年）
- 「海の声」桐谷健太（2016年）
- 「Take Me Home Tonight」Eddie Money（2016年）
- 「Purple Lamborghini」Skrillex & Rick Ross（2016年 - 2017年）